# Elionor Desmier d'Olbreuse
Elionor Desmier d'Olbreuse (en francès Éléonore Marie Desmier d'Olbreuse) va néixer al castell d'Olbreuse, al departament de Deux-Sèvres (França) el 13 de gener de 1639 i va morir a la ciutat alemanya de Celle el 5 de febrer de 1722. Era senyora de Harburg, i després esdevingué comtessa de Wilhelmsburg. Era filla del senyor d'Olbreuse Alexandre Desmier (1608-1660) i de Jacquette Poussard de Vandré (1610-1648).
De família protestant, el 1661 Elionor va arribar a la Cort de París on es va convertir en dama d'honor de la duquessa de la Trémoille, Marie de La Tour d'Auvergne. Va ser durant aquesta època, quan ella passava l'hivern a La Haia a la casa del príncep de Tarente, que va conèixer Jordi Guillem, duc de Zell, amb qui acabaria casant-se.

## Matrimoni i fills
El 1676, es va casar amb Jordi Guillem de Brunsvic-Lüneburg (1624-1705), fill del duc Jordi (1582-1641) i d'Anna Elionor de Hessen-Darmstadt (1601-1659). El casament es produí deu anys després d'haver nascut  Sofia Dorotea (1666-1726), la seva única filla. De fet, la intenció de Jordi Guillem era la de mantenir amb Elionor una relació d'amistançada, però finalment va optar pel casament amb la voluntat d'afavorir l'estatus social d'Elionor i de la seva filla. Un casament que va causar un gran malestar en la família de Jordi Guillem, ja que es volia que el seu casament servís per a reagrupar els territoris de Lüneburg. Amb tot, el tema es resolgué casant la seva filla Sofia Dorotea amb el seu nebot,  Jordi Lluís (1660-1727), que més tard es va convertir en el rei Jordi I de la Gran Bretanya.